# Albert Škarvan
Albert Škarvan (31. ledna 1869 Tvrdošín – 29. března 1926 Liptovský Hrádok) byl slovenský lékař, stoupenec Tolstého. V roce 1907 vydal první slovenskou učebnici esperanta. Napsal mnoho článků pro různé esperantské časopisy, a také (slovensky) psané eseje, vyjadřující se s osobitým přístupem ke slovenským národním problémům, a autobiografické spisy. Byl přesvědčeným pacifistou. Byl také plodným překladatelem, především z francouzštiny a ruštiny.